# Luisa de Morales

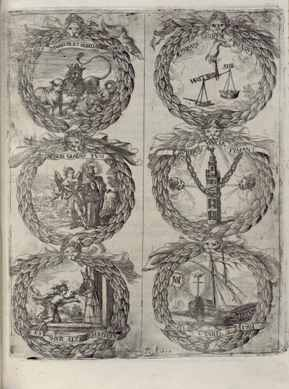
Grabado de la obra de Fernando de la Torre Farfán, Fiestas de la S. Iglesia metropolitana, y patriarcal de Sevilla, al Nuevo Culto del Señor Rey S. Fernando el Tercero de Castilla y de León.

Luisa Rafaela de Valdés Morales, conocida como Luisa de Valdés y como Luisa de Morales, fue una pintora y grabadora española, hija y discípula de Juan de Valdés Leal. 

## Biografía
Bautizada en la parroquia de San Pedro de Córdoba el 26 de diciembre de 1654, fue la hija primogénita del pintor Juan de Valdés Leal y de su esposa, Isabel Martínez de Morales, en ocasiones llamada Isabel de Morales Carrasquilla, quien según algunas fuentes también habría sido pintora.
En 1671 y 1672, con ocasión de las fiestas con que la ciudad de Sevilla celebró la canonización del rey Fernando III el Santo, Luisa de Morales firmó tres de las láminas con que salió ilustrada la obra de Fernando de la Torre Farfán, Fiestas de la S. Iglesia metropolitana, y patriarcal de Sevilla, al Nuevo Culto del Señor Rey S. Fernando el Tercero de Castilla y de León, uno de los libros más bellamente impresos en España en el siglo XVII. En su ornamentación participaron Murillo y Francisco de Herrera el Mozo, que proporcionaron algunos de los dibujos, y Matías de Arteaga que con Valdés Leal y sus hijos, Lucas Valdés, de solo once años, y Luisa, de diecisiete, iban a encargarse de los grabados al aguafuerte. A Luisa correspondieron las reproducciones minuciosas de algunos de los emblemas que cubrían el túmulo funerario alzado en la catedral de Sevilla, eje de las celebraciones festivas. También en 1671, y con el mismo motivo, se encargó por traspaso de su padre de la pintura y dorado de la estatua de san Fernando que Pedro Roldán había hecho para la catedral hispalense.

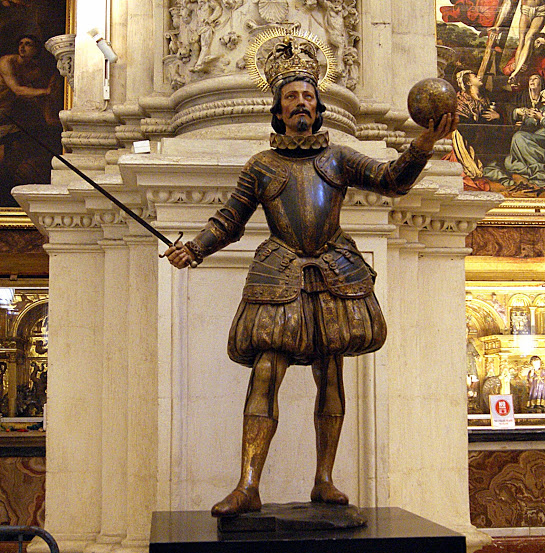
San Fernando, 1671. Escultura en madera de Pedro Roldán policromada y estofada por Luisa Morales. Catedral de Sevilla.

Según el relato con tintes milagreros del doctor Cristóbal de Urbaneja en la causa de canonización de Fernando III, Luisa doró y estofó la escultura de Pedro Roldán encontrándose enferma y en muy breve tiempo, tras encomendarse al santo rey:

Luisa Rafaela, hija de Juan de Valdés y de Dª Isabel de Carrasquilla, su legítima mujer, como estuviese enferma cuando vino a Sevilla la Bula de Beatificación de San Fernando, año 1671, y hubiesen encomendado a Juan de Valdés la disposición de altares, pinturas, estofados y obeliscos de la catedral, y hallándose Juan de Valdés agobiado por tanto trabajo, quedándose por estofar el Santo Rey, que había de ponerse al culto y veneración pública, hecho por Pedro Roldán, y como empeorase Luisa de Valdés, esta imploró al auxilio de San Fernando y tomando el pincel con gran fe cuando le subía la fiebre, quedó de súbito completamente curada.

En agosto de 1672 contrajo matrimonio en la parroquia de San Andrés de Sevilla con Felipe Martínez. En noviembre del siguiente año bautizaron a su primera hija, Catalina, actuando como padrino su hermano Lucas, pero a los tres años de casados Luisa Rafaela de Valdés otorgó poderes a un procurador para que actuase en su nombre en la demanda que tenía presentada para solicitar la nulidad matrimonial, por motivos desconocidos, y se reintegró al hogar paterno en el que aparece empadronada junto con su hija ya en 1674 y hasta 1686. En el taller familiar parece probable que Luisa se dedicase con preferencia a las labores de policromado, en las que todavía se la encuentra ocupada en 1699, ocho años después de la muerte de su padre, cuando un relieve con el sueño de san José para el Hospital de los Venerables fue llevado a estofar «a casa de Dña. Luisa Valdés».
Según Ceán Bermúdez, que se ocupó de Luisa de Morales como grabadora de las estampas de la obra de Torre Farfán sin advertir la relación de parentesco con Valdés Leal, una de sus hermanas menores, María de la Concepción Valdés, monja profesa en el monasterio cisterciense de San Clemente de Sevilla donde falleció en 1730, habría sido también pintora y destacado como retratista.